# Kele Leawere
Senikavika Kelemete Leawere (Levuka, 27 de abril de 1974) es un entrenador y exjugador fiyiano de rugby que se desempeñaba como segunda línea. Representó a Fiyi de 2002 a 2009 e integró a los Pacific Islanders.

## Selección nacional
El neozelandés Mac McCallion lo convocó al seleccionado por primera vez, para enfrentar al XV del Cardo en noviembre de 2002 y el neozelandés Wayne Pivac fue quien lo hizo titular indiscutido.
Ilivasi Tabua lo tuvo en cuenta hasta su retiro; su último test fue en julio de 2009 ante los Brave Blossoms. En total jugó 26 partidos y marcó cinco tries.

### Participaciones en Copas del Mundo
McCallion lo llevó a Australia 2003 como suplente de Ifereimi Rawaqa, fue titular contra Japón y entró ante Les Bleus. En Francia 2007 fue titular indiscutido y el mejor forward de su equipo.
| Mundial                       | Sede      | Resultado        | PJ | Tries |
| ----------------------------- | --------- | ---------------- | -- | ----- |
| Copa Mundial de Rugby de 2003 | Australia | Fase de grupos   | 2  | 0     |
| Copa Mundial de Rugby de 2007 | Francia   | Cuartos de final | 4  | 3     |

## Entrenador
Actualmente es el técnico de los Baby Flying Fijians.